# Bulgária köztársasági elnökeinek listája
Bulgária elnökei
Népköztársaság:
- Vaszil Kolarov (1946–1947), a ideiglenes elnökség elnöke
- Mincso Nejcsev (1947–1950), a Nemzetgyűlés Elnökségének elnöke
- Georgi Damjanov (1950–1958), a Nemzetgyűlés Elnökségének elnöke
- Dimitar Ganev (1958–1964), a Nemzetgyűlés Elnökségének elnöke
- Georgi Trajkov (1964–1971), a Nemzetgyűlés Elnökségének elnöke
- Todor Zsivkov (1971–1989), az Államtanács elnöke
- Petar Mladenov (1989–1990), az Államtanács elnöke

Köztársaság:
- Petar Mladenov (1990), köztársasági elnök
- Zselju Zselev (1990–1997), köztársasági elnök
- Petar Sztojanov (1997–2002), köztársasági elnök
- Georgi Parvanov (2002–2012), köztársasági elnök
- Roszen Plevneliev (2012-2017), köztársasági elnök
- Rumen Radev (2017-), köztársasági elnök